# Ebian
Ebian (en chino, 峨边; pinyin, Ébiān (escuchar)ⓘ, en nuosu, ꊉꀜ; romanizado, wop bie) es un condado autónomo bajo la administración directa de la ciudad-prefectura de Leshan. Se ubica en la provincia de Sichuan, centro-sur de la República Popular China. Su área es de 2381 km² y su población total para 2010 superó los 148 mil habitantes. 

## Administración
Desde octubre de 2022, el condado Ebian se divide en 13 pueblos que se administran en 7 poblados y 6 villas.

## Toponimia e historia
El topónimo Ebian [/ə.bián/] está formado por los sinongramas E (nombre de lugar) y Bian (borde o frontera), lo que da como resultado «al borde del E (mei)» . Este nombre deriva del monte Emei (峨眉山) , famosa montaña budista en China, doble patrimonio cultural y natural mundial. El monte Emei se encuentra al suroeste de la provincia de Sichuan, en el extremo suroeste de la cuenca de Sichuan y es una de las "Cuatro montañas famosas budistas" de China. También es posible que su nombre lo tome del río Dadu ya que en esa zona se conoce como Río E (峨水), además, en el idioma local (Nuosu) el nombre de la ciudad significa literalmente "Río Seda".
El carácter E (峨) es la ligadura de dos caracteres en sí, el primero es 山 (shan) , el radical, que se utiliza en representación de montaña y 我 (wo) es para representarse así mismo; yo, nuestro, auto, etc. A veces el carácter shan va arriba de wo, (峩) pero su significado no varía.  La interpretación para E (峨) es alto o imponente.
En el decimotercer año en la dinastía Qing (1808), se separó del Condado Emei (峨眉县) y se estableció el Salón Ebian (峨边厅). En el tercer año de la República China (1914), Ebian se niveló a condado. El 9 de abril de 1984, el Consejo de Estado aprobó la abolición del Condado Ebian y el establecimiento del condado autónomo reconociendo la etnia Yi, llamándolo oficialmente Condado autónomo yi de Ebian.

## Geografía
El condado autónomo está ubicado en el suroeste de la ciudad de Leshan , al lado sur de los pies de la montaña Emei y al lado norte de los pies de la montaña Daliang. Tiene 56 kilómetros de ancho de este a oeste y 73 kilómetros de largo de norte a sur cubriendo un área de 2395.05 kilómetros cuadrados.  Ubicado en la zona de transición entre la cuenca de Sichuan y la meseta Yunnan-Guizhou.
tiene un clima monzónico húmedo subtropical, debido a la gran diferencia de altura del terreno, la temperatura varía con la altitud y la diferencia en vertical es grande. Según el grado de corte, los accidentes geográficos del condado se pueden dividir en tres unidades de relieve: montañas altas, montañas medias y montañas bajas (valles montañosos). La elevación del territorio es generalmente entre 1000 y 4000 m s. n. m. El pico principal incluso llega a los 4288 metros, la villa Wudu (五渡乡) en el noreste tiene una elevación de solo 469 metros, es el punto más bajo. La diferencia de altura relativa es de más de 3800 metros. Debido a la gran diferencia de altura, la forma de relieve, el clima, la vegetación, el suelo y los patrones de uso agrícola muestran una distribución a gran escala.

## Clima
El condado autónomo tiene un clima monzónico subtropical húmedo y debido a la gran diferencia en la altura de terreno, la temperatura varía con la altitud.
La altura varía formando un paisaje meteorológico en la zona montañosa con casquetes de nieve en las cimas y flores en sus laderas. Tiene un clima templado, abundantes lluvias, neblina, alta humedad, poca luz solar y un largo período libre de heladas. La temperatura promedio anual en el condado es de 16.6 °C, la temperatura extrema alta llegó a los 35.7 °C y la temperatura extrema minina a los -3.2 °C. Julio es el más caluroso con un promedio mensual de 25,3 °C; enero es el más frío con un promedio mensual de 6,5 °C. El promedio de horas de sol al año es de 1049.3 y el promedio de horas de sol diarias es casi de 6. Las horas de sol reales representan el 24% de las horas de sol anuales. El número de horas de sol también varía con la altitud.
| Parámetros climáticos promedio de Ebian (1981−2010) | Parámetros climáticos promedio de Ebian (1981−2010) | Parámetros climáticos promedio de Ebian (1981−2010) | Parámetros climáticos promedio de Ebian (1981−2010) | Parámetros climáticos promedio de Ebian (1981−2010) | Parámetros climáticos promedio de Ebian (1981−2010) | Parámetros climáticos promedio de Ebian (1981−2010) | Parámetros climáticos promedio de Ebian (1981−2010) | Parámetros climáticos promedio de Ebian (1981−2010) | Parámetros climáticos promedio de Ebian (1981−2010) | Parámetros climáticos promedio de Ebian (1981−2010) | Parámetros climáticos promedio de Ebian (1981−2010) | Parámetros climáticos promedio de Ebian (1981−2010) | Parámetros climáticos promedio de Ebian (1981−2010) |
| Mes                                                 | Ene.                                                | Feb.                                                | Mar.                                                | Abr.                                                | May.                                                | Jun.                                                | Jul.                                                | Ago.                                                | Sep.                                                | Oct.                                                | Nov.                                                | Dic.                                                | Anual                                               |
| --------------------------------------------------- | --------------------------------------------------- | --------------------------------------------------- | --------------------------------------------------- | --------------------------------------------------- | --------------------------------------------------- | --------------------------------------------------- | --------------------------------------------------- | --------------------------------------------------- | --------------------------------------------------- | --------------------------------------------------- | --------------------------------------------------- | --------------------------------------------------- | --------------------------------------------------- |
| Temp. máx. abs. (°C)                                | 19.6                                                | 23.9                                                | 31.3                                                | 32.9                                                | 35.7                                                | 36.7                                                | 36.8                                                | 37.6                                                | 35.2                                                | 29.9                                                | 25.1                                                | 23.4                                                | '                                                   |
| Temp. máx. media (°C)                               | 10.0                                                | 12.1                                                | 16.6                                                | 22.0                                                | 26.0                                                | 27.9                                                | 30.1                                                | 29.7                                                | 25.6                                                | 20.5                                                | 16.4                                                | 11.3                                                | 20.7                                                |
| Temp. media (°C)                                    | 6.9                                                 | 8.7                                                 | 12.4                                                | 17.3                                                | 21.2                                                | 23.3                                                | 25.3                                                | 24.8                                                | 21.4                                                | 17.2                                                | 13.1                                                | 8.3                                                 | 16.7                                                |
| Temp. mín. media (°C)                               | 4.5                                                 | 6.2                                                 | 9.2                                                 | 13.6                                                | 17.4                                                | 19.9                                                | 21.6                                                | 21.3                                                | 18.6                                                | 14.9                                                | 10.7                                                | 6.1                                                 | 13.7                                                |
| Temp. mín. abs. (°C)                                | -3.4                                                | -1.6                                                | -0.5                                                | 5.1                                                 | 9.4                                                 | 14.3                                                | 15.9                                                | 15.7                                                | 12.7                                                | 4.6                                                 | 0.8                                                 | -2.0                                                | '                                                   |
| Precipitación total (mm)                            | 3.6                                                 | 10.3                                                | 26.5                                                | 70.4                                                | 90.0                                                | 106.6                                               | 163.7                                               | 184.2                                               | 83.9                                                | 40.9                                                | 20.0                                                | 3.8                                                 | 803.9                                               |
| Humedad relativa (%)                                | 75                                                  | 75                                                  | 73                                                  | 73                                                  | 72                                                  | 78                                                  | 80                                                  | 81                                                  | 82                                                  | 82                                                  | 79                                                  | 76                                                  | 77.2                                                |
| Fuente: China Meteorological Data Service Center    |                                                     |                                                     |                                                     |                                                     |                                                     |                                                     |                                                     |                                                     |                                                     |                                                     |                                                     |                                                     |                                                     |